# Раденслав
Раденслов (пол. Radęsław) — польский дворянский герб.
Герб Владихов внесен в Часть 1 Сборника дипломных гербов Польского Дворянства, невнесенных в Общий Гербовник, № 26. Дата пожалования: 07.12.1826 (ГИА. Ф.1411. Оп.1. Д.440. Л.56 (№ 26).)

## Описание
Описание герба в «Сборнике дипломных гербов Польского Дворянства» согласно РГИА. Ф.1411. Оп.1. Д.440. Л.57:
В серебряном с узкою золотою каймою щите, справа на пяти камнях возрастающий зелёный куст, под которым золотой петух с червлёными гребешком бородкою, слева стоящая на лазуревом шаре дева в серебряном одеянии с завязанными глазами, держащая в правой руке серебряный с золотою рукоятью меч, а в левой – серебряные же весы с золотыми чашами. Щит увенчан дворянским коронованным шлемом. Нашлемник: пять серебряных страусовых перьев, из которых выходит рука в стальных латах, держащая таковою же стрелу.

## Герб используют
Дмитрий Влядих (Владих), г. Раденслов, жалован 07.12.1826 дипломом на потомственное дворянское достоинство Царства Польского (Дневник законов Царства Польского XI-400).